# هاروی وایت
هاروی وایت (انگلیسی: Harvey White؛ زادهٔ ۱۹ سپتامبر ۲۰۰۱) بازیکن فوتبال است.
وی همچنین در تیم ملی فوتبال زیر ۱۸ سال انگلستان بازی کرده‌است.

## دوران باشگاهی
هاروی وایت در میدستون، کنت به دنیا آمد و در مدرسه هلمزدیل تحصیل کرد و در جوانی به آکادمی تاتنهام پیوست.
در ۲۶ نوامبر ۲۰۲۰، او اولین بازی خود را در لیگ اروپا مقابل لودوگورتس رازگراد انجام داد و به عنوان یار تعویضی وارد زمین شد.
او اولین بازی خود را برای تاتنهام در ۱۰ ژانویه ۲۰۲۱ در بازی دور سوم جام حذفی فوتبال انگلیس مقابل مارین از سطح هشتم فوتبال انگلستان انجام داد که با پیروزی ۵–۰ به پایان رسید.
در ۱۸ ژانویه ۲۰۲۱، وایت تا پایان فصل به صورت قرضی به تیمی از لیگ یک، سطح سوم فوتبال انگلیس، پورتسموث، پیوست. اولین گل او در لیگ برای پورتسموث در بازی خارج از خانه مقابل باشگاه فوتبال آکسفورد یونایتد بود که با نتیجه ۱–۰ به پایان رسید.